# Austria24 TV
Austria24 TV war ein österreichischer regionaler TV-Sender in Perg.

## Beschreibung
Das Unternehmen Colesnicov TV, Film, Medienproduktion KG mit Sitz in Grein begann 2010 als Videoproduzent, verbreitete zunächst ein Kabel-TV-Programm mit der Bezeichnung Grein.tv welches auch als Web-TV zur Verfügung stand und startete im Februar 2013 mit der Ausstrahlung von 45 bis 75 Minuten dauernden Programmen, die jeweils eine Woche lang rund um die Uhr wiederholt werden. Die Beiträge waren in der Regel aktuelle Berichte aus dem südlichen Mühlviertel und dem nördlichen Mostviertel. Ende 2016 wurde das Unternehmen von M4 Mostviertelfernsehen übernommen. Es werden seither keine Sendungen mehr unter der Bezeichnung Austria24 TV produziert oder ausgestrahlt.

## Technische Reichweite
Der Fernsehsender konnte in der Region im Kabel TV, mittels DVB-T über die Hausdachantenne, über das Internet, sowie österreichweit über das TV-Netz von A1 TV empfangen werden. Die technische Reichweite beträgt 135.000 Haushalte mit 340.000 Personen.
- Der Senderstandort für den terrestrischen Empfang befand sich in Kollmitzberg (Kanal 54, 738.000 MHz) und erreicht bis zu 125.000 Haushalte.[4]
- Die Sendungen konnten in den Kabelnetzen von Grein, Bad Kreuzen, Mauthausen, Ried in der Riedmark, Schwertberg, St. Georgen an der Gusen und St. Oswald bei Freistadt von insgesamt bis zu 7.500 Haushalten empfangen werden.[5]
- Der Empfang des Web-Streams war mit einem üblichen Videoplayer möglich.